# جو استرهاس
جو استرهاس (مجاری: Eszterhas József؛ زادهٔ ۲۳ نوامبر ۱۹۴۴) فیلم‌نامه‌نویس اهل ایالات متحده آمریکا است.